# Ulica Strzelecka w Opolu
Ulica Strzelecka – ulica w Opolu, jedna z najważniejszych arterii komunikacyjnych w dzielnicy Grudzice. Rozpoczyna się na skrzyżowaniu ulic Jerzego i Ryszarda Kowalczyków i Królowej Jadwigi. Następnie biegnie na wschód, do granicy miasta, gdzie przechodzi w nienazwaną drogę. Jest częścią trasy wojewódzkiej 435, a jej końcowy odcinek stanowi fragment drogi krajowej nr 94.